# Steinkreis von Rothiemay

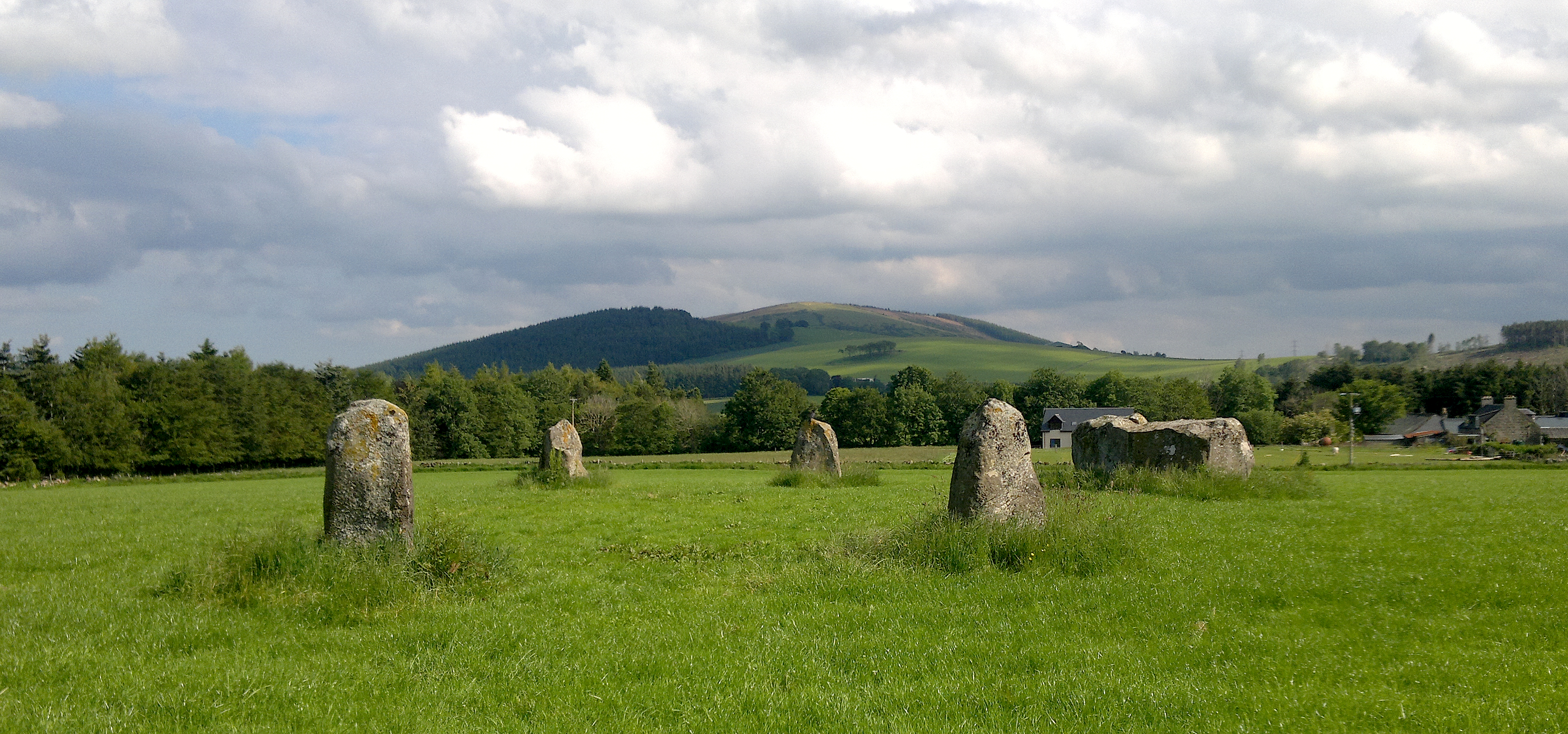
Steinkreis von Rothiemay

Der Steinkreis von Rothiemay (auch Milltown of Rothiemay oder Rothiemay Castle genannt) ist ein Recumbent Stone Circle (RSC – Kreis mit liegendem Stein), der sich in einem sanft abfallenden Acker am Mannoch Hill, nahe der Straße B9117 nordöstlich von Milltown of Rothiemay, östlich von Keith im Osten von Moray in Schottland befindet.
Der Kreis mit einem Durchmesser von etwa 28,0 m kann aus 12 bis 14 Steinen bestanden haben, aber er wurde auf fünf reduziert. Einer ist der leicht schräg auf dem Umfang angeordnete (wahrscheinlich versetzte) „Liegende“ im Südwesten. Es ist etwa 4,3 m lang und bis zu 1,8 m hoch, mit einer unebenen Oberseite. Der Liegende trägt oben etwa 19 Schälchen (englisch cups); weitere 72 wurden auf der Westseite entdeckt, darunter mindestens acht von einfachen Ringen umgebene. Aufgrund der vielen fehlenden Orthostaten ist es unmöglich zu erkennen, ob der Kreis in der Höhe abgestuft war. Der höchste der vier erhaltenen Orthostaten, der vier Schälchen auf seiner Außenseite aufweist, befindet sich im Südosten und der kleinste im Nordwesten.
In der Nähe liegt der Steinkreis von Thorax.